# Інтурист (Ялта)
Футбольний клуб «Інтурист» — український футбольний клуб з міста Ялти Автономної Республіки Крим.

## Всі сезони в незалежній Україні
| Сезон   | Чемпіонат | Чемпіонат | Чемпіонат | Чемпіонат | Чемпіонат | Чемпіонат | Чемпіонат | Чемпіонат | Кубок       | Кубок | Кубок | Кубок | Кубок | Кубок | Кубок | Примітка |
| Сезон   | Ліга      | Місце     | І         | В         | Н         | П         | М         | О         | Етап        | І     | В     | Н     | П     | М     | О     | Примітка |
| ------- | --------- | --------- | --------- | --------- | --------- | --------- | --------- | --------- | ----------- | ----- | ----- | ----- | ----- | ----- | ----- | -------- |
| 1992/93 | —         | —         | —         | —         | —         | —         | —         | —         | 1/64 фіналу | 1     | 0     | 0     | 1     | 0−1   | 0     |          |
| Всього  | —         | —         | —         | —         | —         | —         | —         | —         | >1 сезон    | 1     | 0     | 0     | 1     | 0−1   | 0     |          |